# Vernířovice (Žacléř)
Vernířovice (deutsch Wernsdorf) ist eine Grundsiedlungseinheit der Stadt Žacléř in Tschechien. Das weitgehend erloschene Dorf liegt anderthalb Kilometer südwestlich von Žacléř und gehört zum Ortsteil Prkenný Důl.

## Geographie
Vernířovice befand sich im Rehorngebirge an der östlichen Berglehne des Kámen (Steinhübel, 895 m n.m.) über dem Tal des Sněžný potok (Quinte, auch Weiseltbach). Nördlich erhebt sich der Horní les (Oberbusch, 816 m n.m.), im Süden die Vrchy (Reissenhöhe, 716 m n.m.) und die Březová hora (Birkenberg, 742 m n.m.), südwestlich der Sklenářovický vrch (921 m n.m.), im Westen der Kámen (Steinhübel, 895 m n.m.) und der Dvorský les (Hofelbusch, 1033 m n.m.) sowie nordwestlich der Mravenečník (Ameisenhübel, 1005 m n.m.).
Nachbarorte waren Vizov (Quintenthal) und Bobr im Norden, Žacléř im Nordosten, Prkenný Důl (Brettgrund) im Osten, Malý Křenov (Klein Krinsdorf) und Zlatá Olešnice im Südosten, Babí im Süden, Bystřice (Klinge) und Antonínovo Údolí (Thalseifen) im Südwesten, Sklenářovice (Glasendorf) und Rýchorský Dvůr (Rehornvorwerk) im Westen sowie Sněžné Domky (Weiselthäuser) und Rýchory (Rehorn) im Nordwesten.

## Geschichte
Das Dorf wurde wahrscheinlich in der ersten Hälfte des 16. Jahrhunderts gegründet und nach einem Lokator Werner benannt. Die erste schriftliche Erwähnung erfolgte 1541 unter dem Namen Wernirzowitzcze. Weitere historische  Namensformen sind Wermirzowicze (1553) und Wernerßdorf (1654). In der Zeit nach dem Dreißigjährigen Krieg setzte sich der deutsche Ortsname durch. Im Jahr 1790 wurde der aus 17 Häusern bestehende Ort Alt-Wernsdorf genannt.

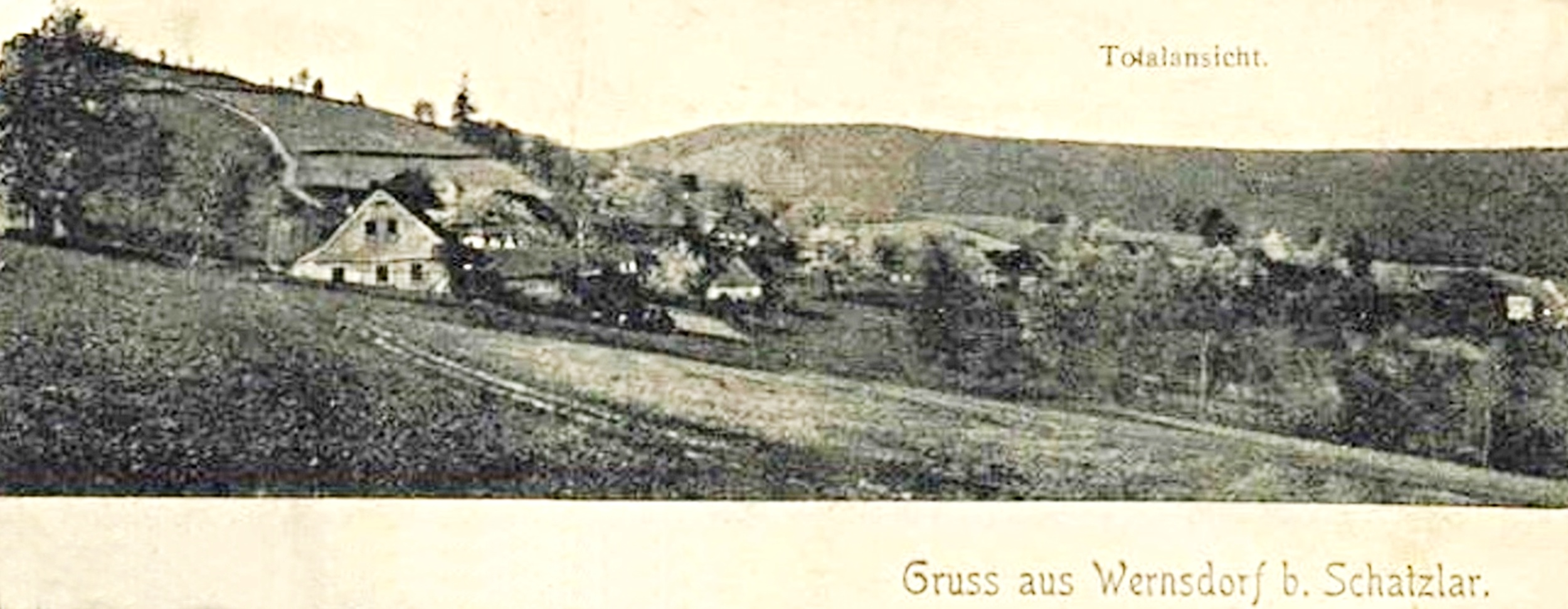
Vernířovice (historische Postkarte)

Im Jahre 1833 bestand das im Königgrätzer Kreis gelegene Dorf Wernsdorf bzw. Wernersdorf aus 22 Häusern, in denen 120 deutschsprachige Personen lebten. Im Ort gab es eine Schule. Die Bewohner lebten von der Weidewirtschaft und der Handweberei. Pfarrort war Schatzlar. Bis zur Mitte des 19. Jahrhunderts blieb das Dorf der Herrschaft Trautenau untertänig.
Nach der Aufhebung der Patrimonialherrschaften bildete Wernsdorf ab 1849 einen Ortsteil der Gemeinde Brettgrund im Gerichtsbezirk Schatzlar. 1868 wurde das Dorf dem Bezirk Trautenau zugeordnet. Im Jahre 1900 lebten in den 19 Häusern von Wernsdorf 65 Personen. 1911 standen in Wernsdorf 20 Häuser, im Haus Nr. 6 befand sich das Wirtshaus von Siegmund Reicho mit einem Gemischtwarenladen. 1920 wurde Vernířovice als tschechischer Ortsname eingeführt. Im Jahre 1929 lebten in den 15 Häusern des Dorfes 67 Einwohner. Von Brettgrund führte eine steile Straße nach Wernsdorf. Zwischen 1937 und 1938 wurden zwischen der Reissenhöhe, dem Birkenberg und dem Hofelbusch leichte Befestigungsanlagen des Tschechoslowakischen Walls angelegt, die zur Bunkerlinie der Festung Stachelberg gehörten. Nach dem Münchner Abkommen wurde Wernsdorf 1938 dem Deutschen Reich zugeschlagen und gehörte bis 1945 zum Landkreis Trautenau. Nach dem Ende des Zweiten Weltkrieges kam Vernířovice 1945 zur Tschechoslowakei zurück. In der Folgezeit erfolgte die Vertreibung der deutschen Bewohner; die Wiederbesiedlung des abgelegenen Dorfes mit Tschechen gelang nicht. Im Jahre 1950 wurde Vernířovice zusammen mit Prkenný Důl nach Žacléř eingemeindet. 1960 verlor Vernířovice den Status eines Ortsteils von Žacléř. Die verfallenen Häuser wurden in den 1960er Jahren abgebrochen. Die Wüstung Vernířovice bestand danach aus von Gestrüpp überwucherten Trümmern und verwilderten Streuobstwiesen.
Nach der Samtenen Revolution 1989 wurde ein Wohnhaus auf den alten Grundmauern wieder aufgebaut. Im unteren Teil errichtete ein niederländischer Investor mehrere Ferienhäuser. Die Lehne nördlich von Vernířovice wird heute in den Wintermonaten als Skiareal Prkenný Důl genutzt, es stehen drei Skilifte zur Verfügung.

## Ortsgliederung
Die Grundsiedlungseinheit Vernířovice bildet einen Katastralbezirk.

## Sehenswürdigkeiten
- Weberkreuz, errichtet 1897 von Josef und Franziska Weber. Von dem unter hohen Bäumen stehenden umfriedeten Wegkreuz ist nur der hohe Sandsteinsockel mit Inschrift erhalten
- Bunker des Tschechoslowakischen Walls